# Schejk

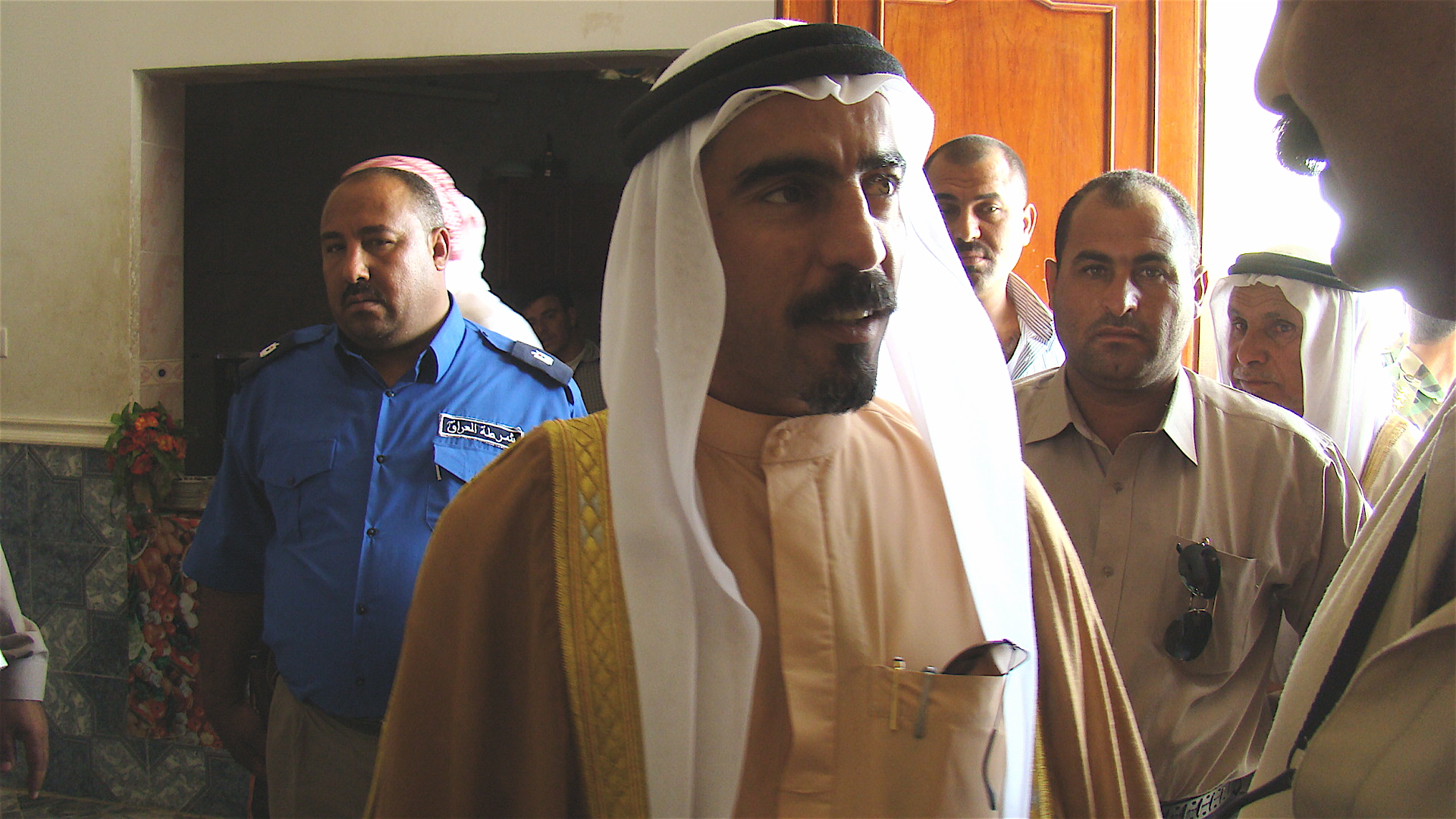
Schejk Abdul Sattar Abu Risha, ledare för en allians av sunnimuslimska irakiska stammar.

Schejk, eller shejk, (arabiska: شيخ,shaykh, ålderman) är en titel i arabvärlden som inte ärvs utan ges till en man av viss betydelse i samhället, även i ett lokalsamhälle, dock ofta en släkts huvudman eller ledargestalt inom tron. Strikt sett avser titeln en högt respekterad man. Ursprungligen betyder ordet "en äldre man vars hår blivit vitt". Bruket varierar dock, i vissa fall är det mest förbehållet kungligheter.
Motsvarande titel för en kvinna är schejka, shaykha (arabiska: شيخة). Titeln schejka kan även bäras av kvinnor som tillhör schejkens närmaste familj.
Vilken framstående ledare som helst kan få schejktiteln. Den är en vördnadsbetygelse med många bibetydelser. Traditionellt används schejk som titel för ledaren av en stam men kan även ges till personer som förtjänar det genom egen duglighet inom någon verksamhet. Titeln kan till exempel användas av anställda som tilltalsord till sina chefer. Titeln brukar också ges till islamiska ledare.